# ۱۱۴۶ (قمری)
۱۱۴۶ (قمری)، هزار و صد و چهل و ششمین سال در گاهشماری هجری قمری است. اول محرم این سال برابر با چهاردهم ژوئن سال ۱۷۳۳ میلادی است.